# Carlos Costa Neves
Carlos Henrique da Costa Neves (Angra do Heroísmo, 16 de junho de 1954) é um político português. Ocupou o cargo de Ministro da Agricultura, Pescas e Florestas no XVI Governo Constitucional e de Ministro dos Assuntos Parlamentares do XX Governo Constitucional.

## Habilitações académicas
Licenciado em Direito pela Faculdade de Direito da Universidade de Lisboa (1976).

## Actividade profissional
- Técnico Auxiliar da Função Pública (1974)
- Técnico Superior da Função Pública (1976)
- Assessor Principal da Carreira Técnica Superior da Função Pública (1987)
- Presidente do Conselho de Administração da SATA Air Açores (1992/1994)

## Actividade política
- Militante do Partido Social Democrata desde 1977
- Adjunto do Secretário Regional dos Assuntos Sociais (Região Autónoma dos Açores) (1976/1977)
- Director Regional da Segurança Social (Região Autónoma dos Açores) (1977/1981)
- Membro da Assembleia Municipal de Angra do Heroísmo (1979/81 e desde 2002)
- Deputado à Assembleia Regional dos Açores (1980/84, 1984/88)
- Secretário Regional dos Assuntos Sociais (1981/88)
- Secretário Regional da Administração Interna (1988/92)
- Vice-coordenador do Grupo Parlamentar do PSD
- Deputado ao Parlamento Europeu (1994/99, 1999/2002)
- Presidente da Mesa do Congresso do PSD Açores
- Presidente do Partido Social Democrata dos Açores (1997/99)
- Vice-presidente do PSD (1998)
- Vice-presidente da Delegação do Parlamento Europeu para a relação com os Países ASEAN e Coreia do Sul
- Chefe de Missão de Observação Eleitoral da União Europeia às eleições locais no Cambodja (2001/2002)
- Relator Geral do Parlamento Europeu para o Orçamento 2002 da União Europeia
- Secretário de Estado dos Assuntos Europeus (2002/2004)
- Presidente da Comissão Política Regional do PSD/Açores (2005/2008), e candidato a Presidente do Governo Regional nas eleições regionais de 19 de Outubro de 2008

## Funções governamentais exercidas
- De 8 de Abril de 2002 a 17 de Julho de 2004 - Secretário de Estado dos Assuntos Europeus do XV Governo Constitucional
- De 17 de Julho de 2004 a 12 de Março de 2005 - Ministro da Agricultura, Pescas e Florestas do XVI Governo Constitucional
- De 30 de Outubro de 2015 a 26 de Novembro de 2015 - Ministro dos Assuntos Parlamentares do XX Governo Constitucional

## Polémicas
Poucos dias antes do Presidente da República ter dissolvido o parlamento, Carlos Costa Neves, juntamente com os ministros Luís Nobre Guedes e Telmo Correia, assinou um despacho que concedia a aprovação de um empreendimento turístico da empresa Portucale, uma acção que foi investigada no âmbito de um caso de corrupção conhecido como caso Portucale.